# Rupertia rigida
Rupertia rigida là một loài thực vật có hoa trong họ họ Đậu.